# فراورده نفتی

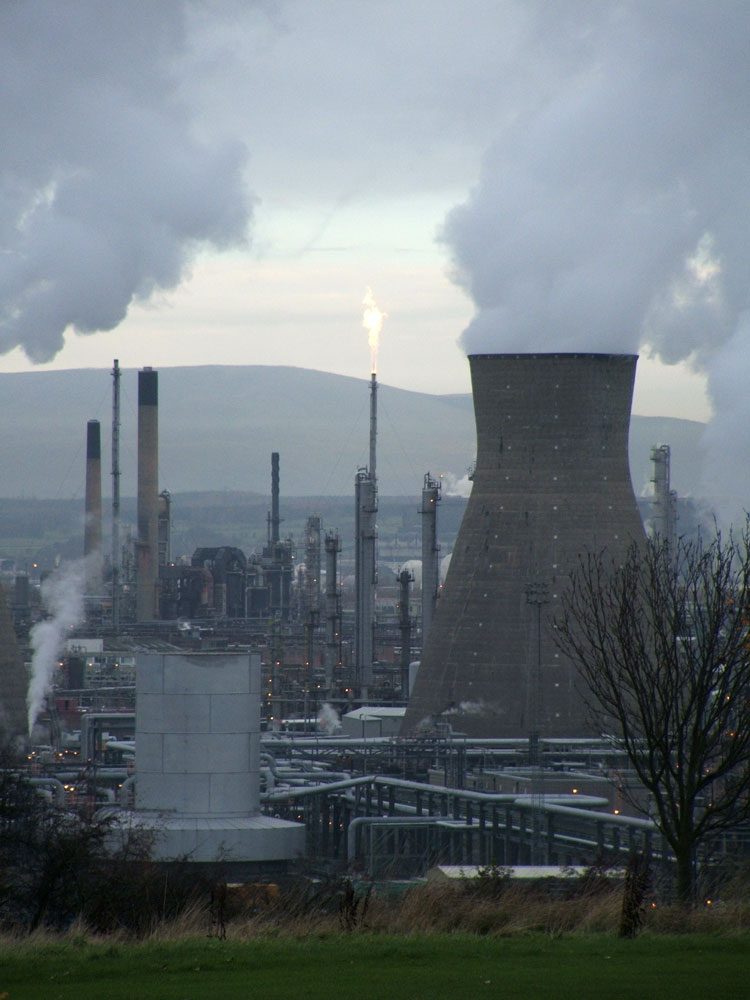
یک پالایشگاه در گرانگموت، اسکاتلند

فرآورده‌های نفتی فرآوری شده در ایالات متحده آمریکا

فرآورده‌های نفتی، موادی بسیار پرکاربرد هستند، که از نفت خام و در پالایشگاه نفت فرآوری می‌شود. پالایشگاه‌ها مطابق ترکیب نفت خام و درخواست مشتریان می‌توانند، فرآورده‌های نفتی را برای کارهای مختلفی فرآوری کنند. بیشترین کاربری فرآورده‌های نفتی در بدست آوردن انرژی از آن‌ها است: مانند مازوت و بنزین که فرآورده‌هایی برای به‌کارگیری انرژی آن‌ها هستند. پالایشگاه‌ها همچنین مواد شیمیایی دیگری نیز فرآوری می‌کنند، که برخی از آن‌ها فرایندهای شیمیایی را برای فرآوری پلاستیک و دیگر مواد پرکاربرد، به‌کار می‌برند. ازآنجاکه نفت دارای چند درصد گوگرد است، مقدار زیادی گوگرد نیز به عنوان فرآورده نفتی فرآوری می‌شود. هیدروژن و کربن در شکل کک نفت نیز می‌توانند، فرآورده نفتی به‌حساب آیند.

## فرآورده‌های اصلی
فرآورده‌های اصلی پالایشگاه‌های نفت:
| - گازوئیل - مازوت‌ها - بنزین - نفت چراغ |  | - ال‌پی‌جی - روان‌سازها - پارافین - قیر - کک نفتی |

## نگارخانه

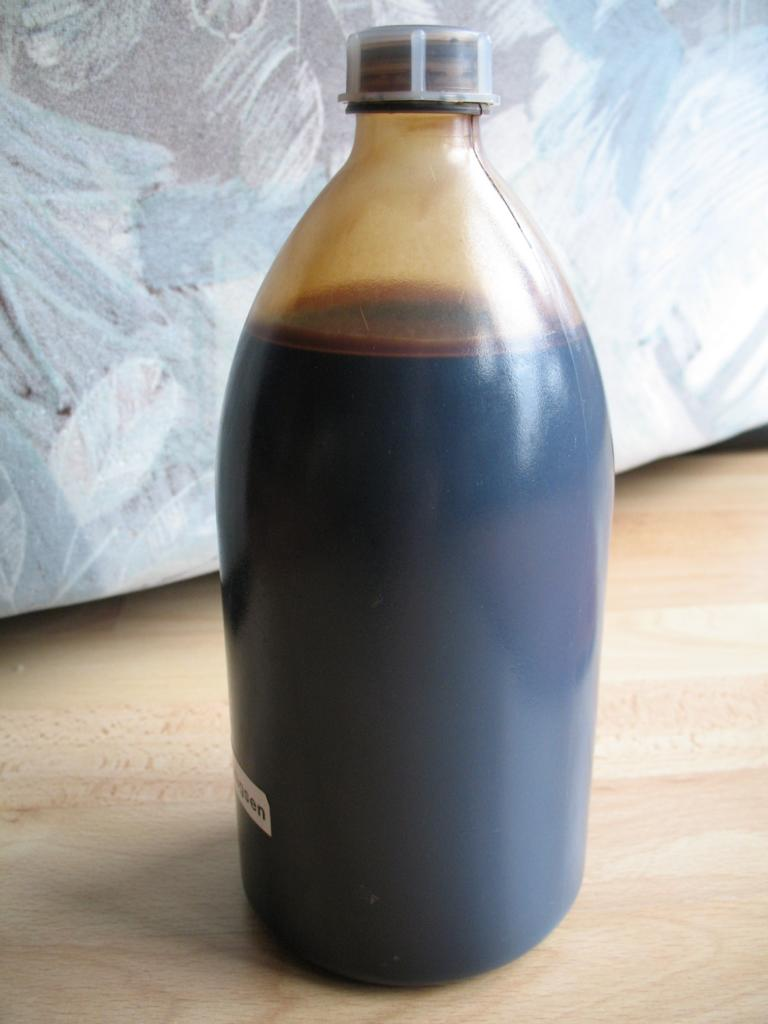
نمونه نفت‌خام
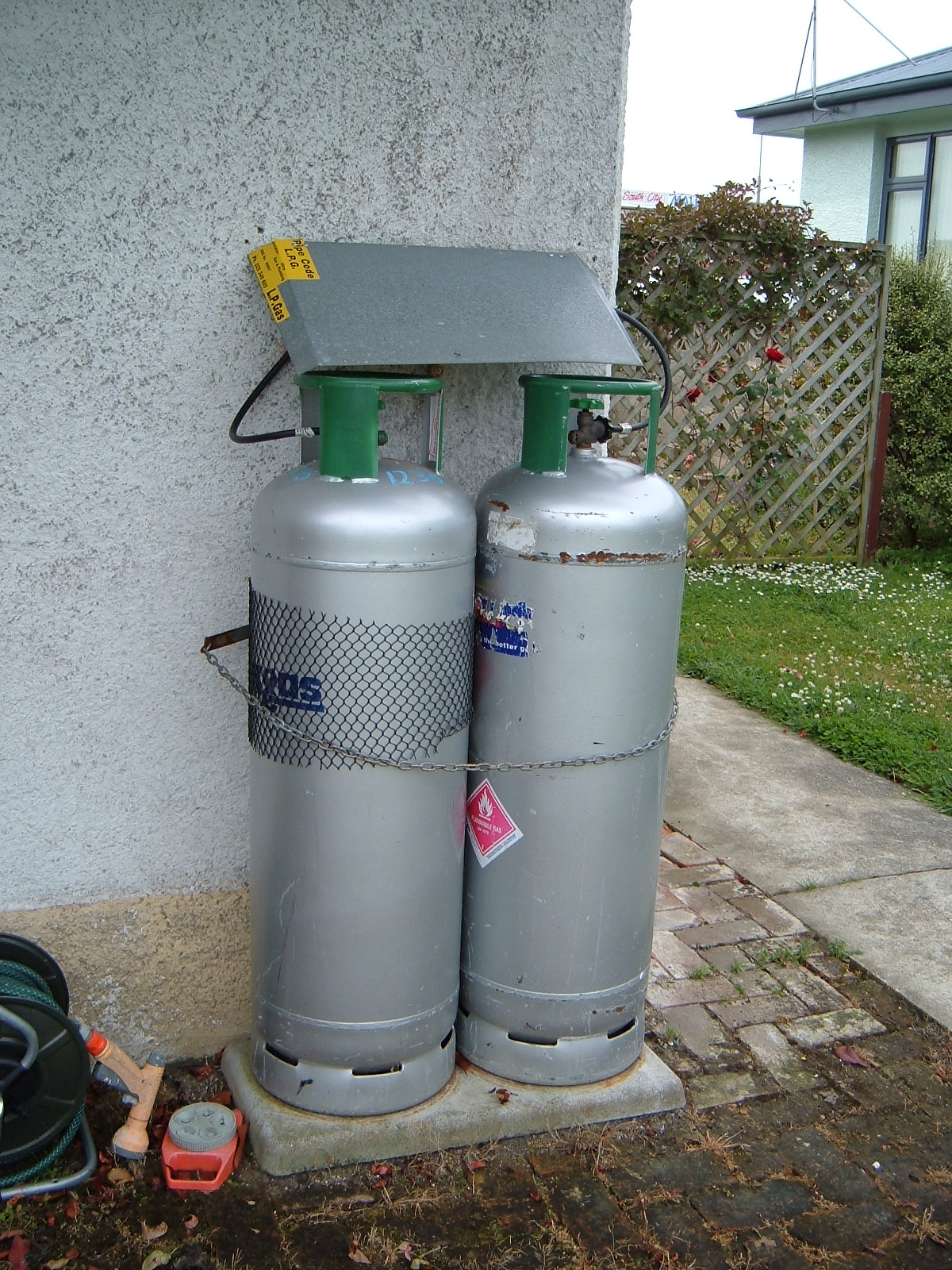
ال‌پی‌جی در سیلندر گاز
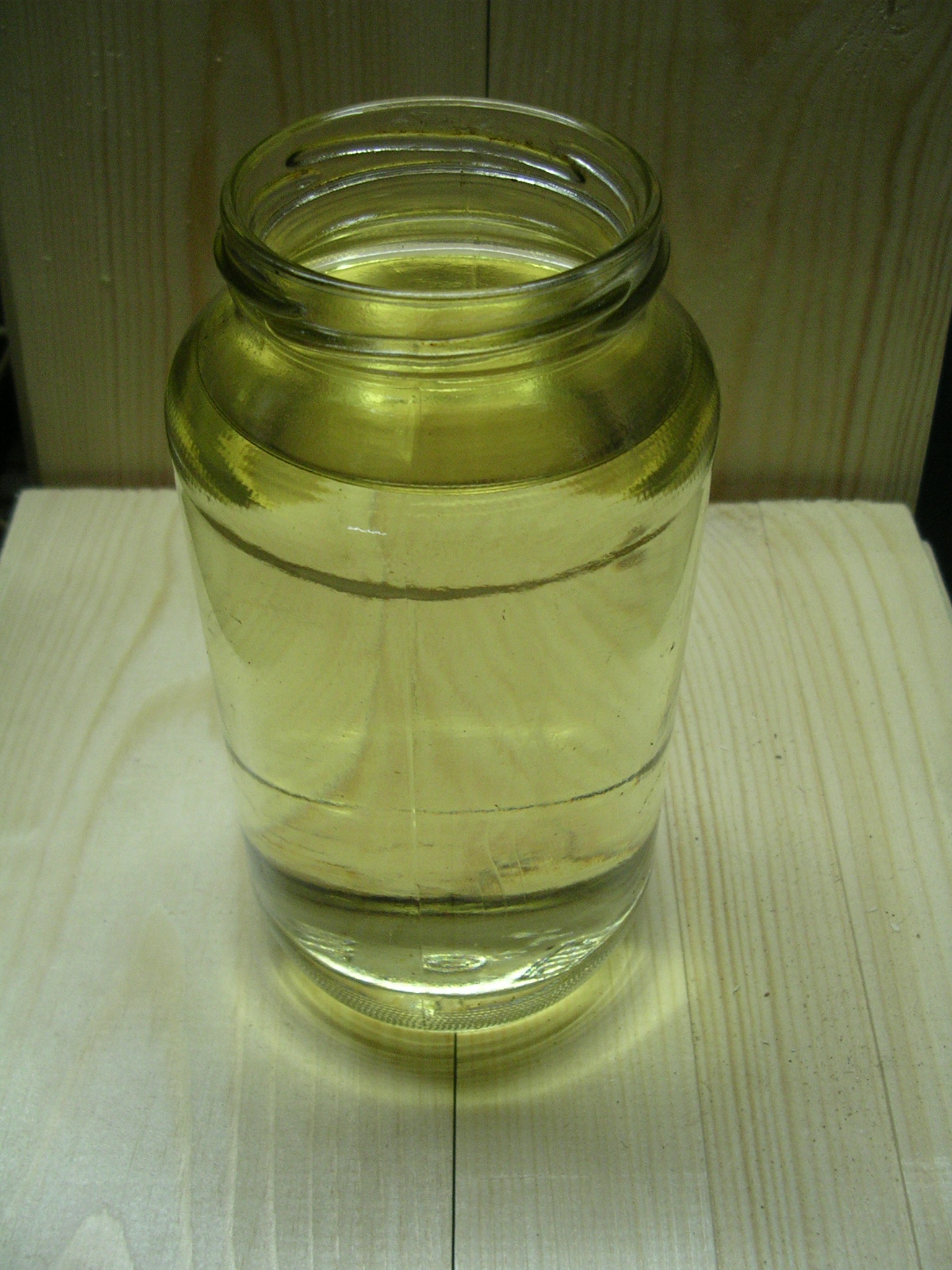
نمونه بنزین
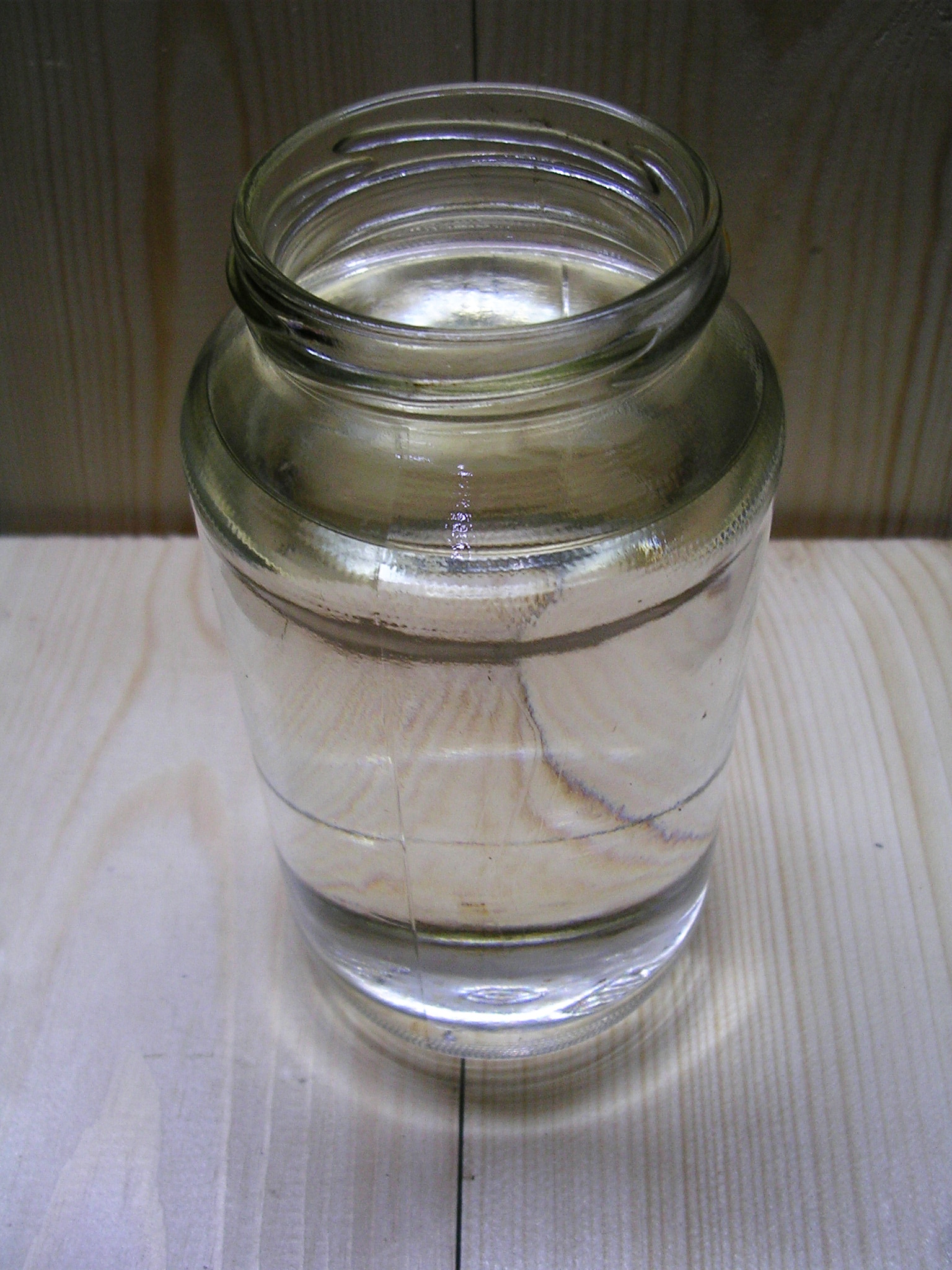
نمونه نفت چراغ
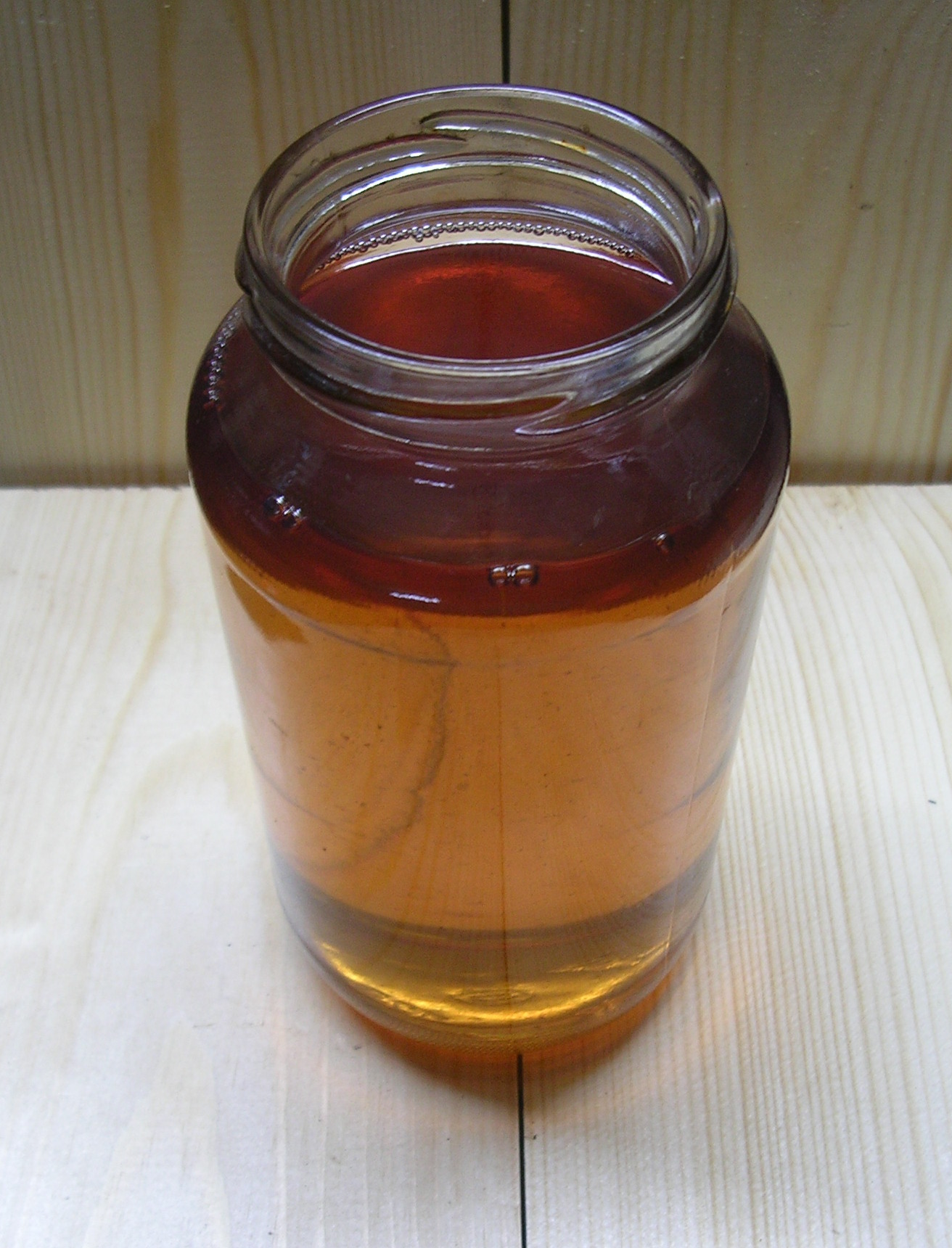
نمونه سوخت دیزل (گازوئیل)
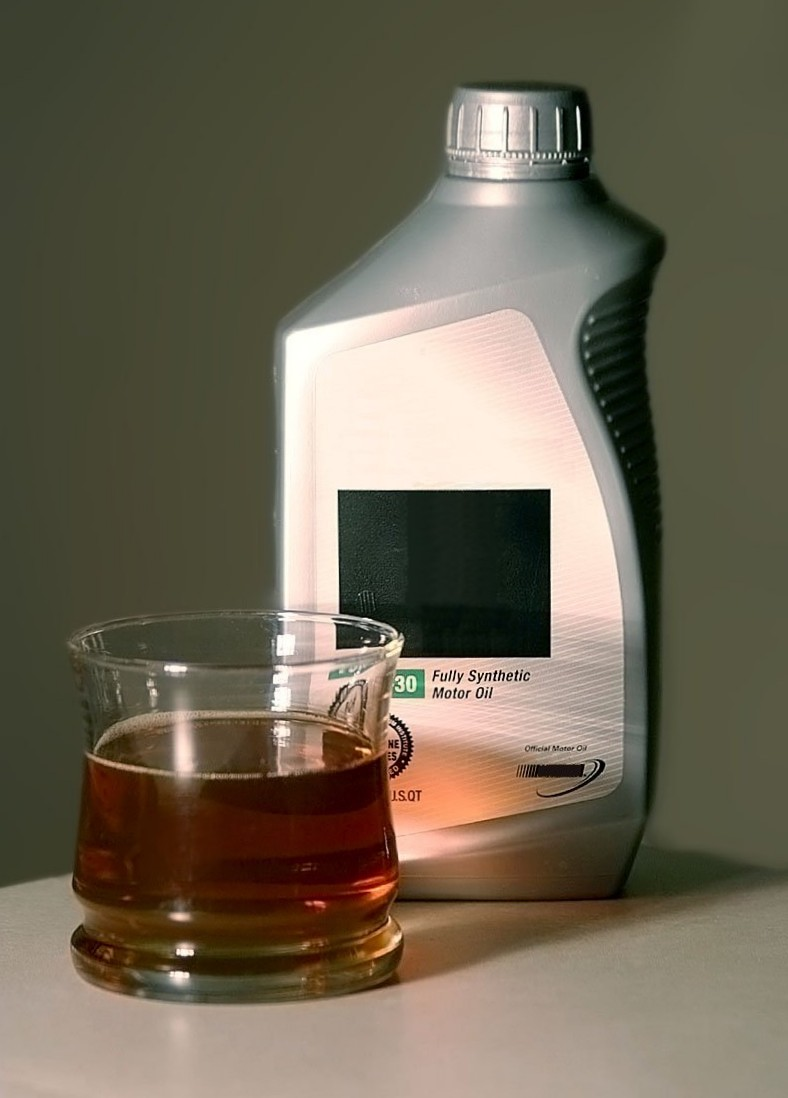
روغن موتور
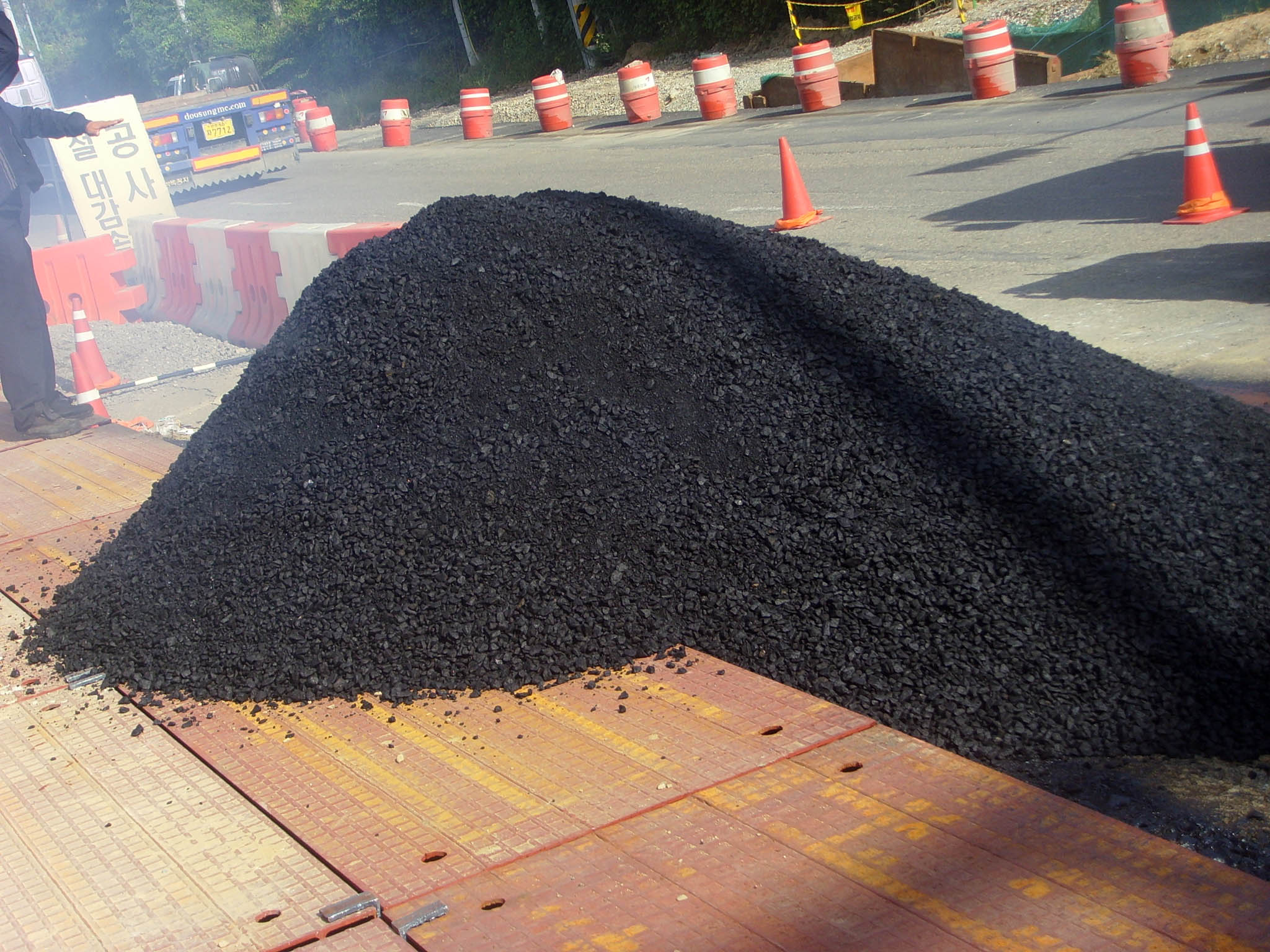
آسفالت
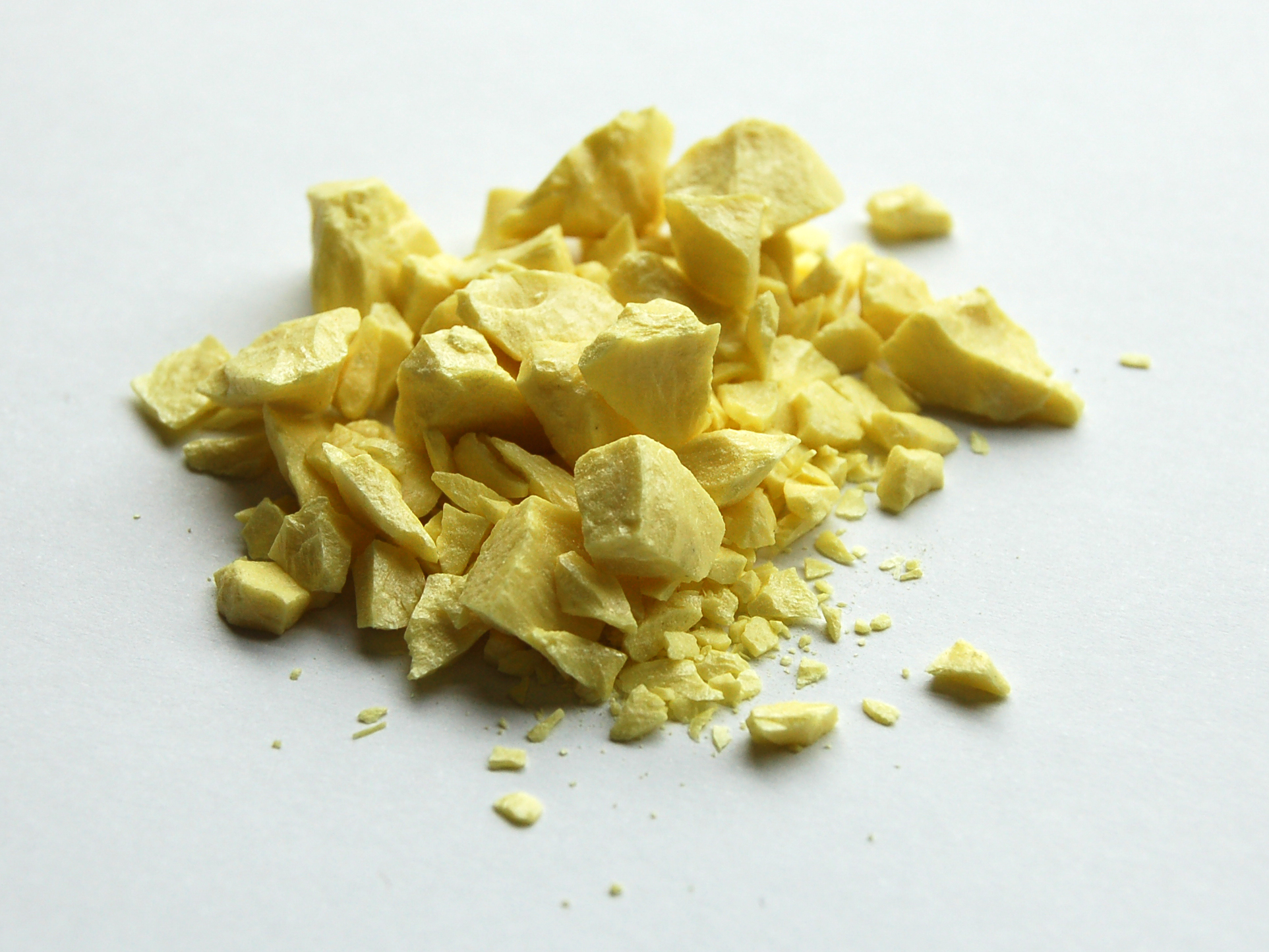
گوگرد